# Homomorfizm pierścieni
Homomorfizm pierścieni – przekształcenie z jednego pierścienia w drugi zachowujące strukturę.

## Definicja formalna
Niech {\displaystyle (R,+,\cdot )} oraz {\displaystyle (S,\oplus ,\odot )} będą dowolnymi pierścieniami.
Homomorfizmem pierścieni {\displaystyle R} i {\displaystyle S} nazywamy dowolne odwzorowanie {\displaystyle h\colon R\to S} takie, że
- {\displaystyle h(a+b)=h(a)\oplus h(b)} – zachowane jest dodawanie,
- {\displaystyle h(a\cdot b)=h(a)\odot h(b)} – zachowane jest mnożenie.

Jeżeli {\displaystyle R} i {\displaystyle S} są pierścieniami z jedynką, to dodatkowo przyjmuje się
- {\displaystyle h(1_{R})=1_{S}} – element neutralny mnożenia w {\displaystyle R} jest odwzorowywany na element neutralny mnożenia w {\displaystyle S}[a].

## Własności
- {\displaystyle h(0_{R})=0_{S}} tzn. element neutralny dodawania w {\displaystyle R} jest odwzorowywany na element neutralny dodawania w {\displaystyle S,}
- element przeciwny przechodzi w element przeciwny {\displaystyle -h(a)=h(-a).} Wynika to z rozumowania: {\displaystyle h(a)\oplus h(-a)=h(a+(-a))=h(0_{R})=0_{S}.}

## Obraz
Obrazem homomorfizmu {\displaystyle h} nazywamy zbiór
{\displaystyle \operatorname {Im} (h)=\{a\in S:\exists _{b\in R}\;a=h(b)\},}
czyli zbiór takich elementów {\displaystyle S,} które są wartościami odwzorowania {\displaystyle h} na co najmniej jednym elemencie zbioru {\displaystyle R.}
Obraz homomorfizmu {\displaystyle h} jest podpierścieniem pierścienia {\displaystyle S.}

## Jądro
Jądrem homomorfizmu {\displaystyle h} nazywamy zbiór
{\displaystyle \ker h=\{a\in R:h(a)=0_{S}\},}
gdzie {\displaystyle 0_{S}} oznacza zero pierścienia {\displaystyle S.}
Jądro homomorfizmu {\displaystyle h} jest ideałem pierścienia {\displaystyle R.}

## Morfizmy pierścieni

### Monomorfizm
Monomorfizmem pierścieni nazywamy różnowartościowy homomorfizm.
Homomorfizm {\displaystyle h\colon R\to S} jest monomorfizmem wtedy i tylko wtedy, gdy {\displaystyle \ker h=\{0_{R}\},} gdzie {\displaystyle 0_{R}} oznacza zero pierścienia {\displaystyle R.}

### Epimorfizm
Epimorfizmem pierścieni nazywamy homomorfizm {\displaystyle h\colon R\to S,} który jest funkcją typu „na”, tzn. {\displaystyle \operatorname {Im} (h)=S.}

### Izomorfizm
Homomorfizm {\displaystyle h\colon R\to S} nazywamy izomorfizmem pierścieni wtedy i tylko wtedy, gdy {\displaystyle h} jest wzajemnie jednoznaczny, to znaczy gdy jest jednocześnie monomorfizmem i epimorfizmem. Odwzorowanie {\displaystyle h^{-1}} istnieje (ponieważ {\displaystyle h} jest wzajemnie jednoznaczne) i również jest izomorfizmem.
Mówimy, że pierścienie {\displaystyle R} i {\displaystyle S} są izomorficzne, gdy istnieje izomorfizm {\displaystyle h\colon R\to S} (równoważnie: izomorfizm {\displaystyle g\colon S\to R}) i oznaczamy {\displaystyle R\simeq S.} W dowolnym zbiorze pierścieni relacja izomorficzności {\displaystyle \simeq } jest relacją równoważności.

## Homomorfizm kanoniczny
Niech {\displaystyle R} będzie dowolnym pierścieniem, zaś {\displaystyle I\subseteq R} dowolnym jego ideałem. Odwzorowanie {\displaystyle h\colon R\to R/I} określone {\displaystyle h(a)=[a]} jest epimorfizmem. Takie odwzorowanie {\displaystyle h} nazywamy homomorfizmem kanonicznym pierścienia {\displaystyle R} na pierścień ilorazowy {\displaystyle R/I.}

## Twierdzenie o homomorfizmie
Jeśli {\displaystyle h\colon R\to S} jest epimorfizmem pierścieni {\displaystyle R,S,} to {\displaystyle S} jest izomorficzny z pierścieniem ilorazowym {\displaystyle R/\ker h} (izomorfizmem jest odwzorowanie {\displaystyle g\colon R/\ker h\to S} określone {\displaystyle g\left([a]\right)=h(a)}) oraz {\displaystyle h=g\circ f,} gdzie {\displaystyle f\colon R\to R/\ker h} jest homomorfizmem kanonicznym.